# Stenochroma hefferni
Stenochroma hefferni là một loài bọ cánh cứng trong họ Cerambycidae.